# Новогрудско възвишение
Новогрудското възвишение (на беларуски: Навагрудскае ўзвышша; на руски: Новогрудская возвышеность) е възвишение в централната част на Беларус (Гродненска и Брестка област).
То е част на обширното Беларуско възвишение. Разположено е между горното течение на река Неман на север и североизток и левите ѝ притоци Шчара на запад и Сервеч на изток. Максимална височина „връх“ Пуцевичкая (Замковая) 324 m, 53°36′08″ с. ш. 25°46′31″ и. д. / 53.602222° с. ш. 25.775278° и. д., разположен западно от град Новогрудок. Релефът е характерен със своите успоредни един на друг моренни валове, простиращи основно по паралела, които са изградени от моренни и льосовидни суглинки (главно в южната му част). Голяма част от него са обработваеми земи, със съхранени на места борови и смесени гори. В средата на възвишението е разположен град Новогрудок в Гродненска област.